# Jesús Gómez (piłkarz)
Jesús Javier Gómez Mercado (ur. 6 sierpnia 1984 w Ureñi) – wenezuelski piłkarz występujący na pozycji ofensywnego pomocnika, obecnie zawodnik meksykańskiej Necaxy.

## Kariera klubowa
Gómez jest wychowankiem klubu Estudiantes de Mérida, do którego pierwszej drużyny został włączony w wieku dziewiętnastu lat. W wenezuelskiej Primera División zadebiutował w 2004 roku, a premierowego gola w najwyższej klasie rozgrywkowej strzelił 5 grudnia tego samego roku w zremisowanym 2:2 spotkaniu z Deportivo ItalChacao. Szybko wywalczył sobie miejsce w wyjściowym składzie, zostając gwiazdą Estudiantes i jednym z najbardziej obiecujących młodych graczy w lidze – imponował błyskotliwością i dynamiką w grze. Na koniec sezonu 2005/2006 spadł ze swoją ekipą do drugiej ligi, a sam bezpośrednio po tym wyjechał do Meksyku, by podpisać umowę z tamtejszym CF Monterrey; ostatecznie do transferu jednak nie doszło. Zamiast tego zdecydował się na wyjazd do Afryki, podpisując umowę z marokańskim Raja Casablanca, gdzie bez poważniejszych sukcesów spędził rok. W późniejszym czasie zasilił czołowy syryjski klub – Al-Ittihad SC z siedzibą w Aleppo. Jego barwy reprezentował jako kluczowy zawodnik przez półtora roku, w 2008 roku dochodząc do finału Pucharu Syrii.
Wiosną 2009 Gómez powrócił do ojczyzny, zasilając krajowego giganta – stołeczny Caracas FC. Tam z miejsca został czołowym rozgrywającym drużyny i już w pierwszym sezonie – 2008/2009 – wywalczył z drużyną prowadzoną przez Noela Sanvicente tytuł mistrza Wenezueli, a także dotarł do ćwierćfinału kontynentalnych rozgrywek Copa Libertadores (Caracas został wówczas pierwszą w historii wenezuelską drużyną, która zdołała tego dokonać). W tym samym roku wygrał również puchar Wenezueli – Copa Venezuela, zaś w sezonie 2009/2010 po raz drugi z rzędu zdobył mistrzostwo Wenezueli. Sam został natomiast wybrany w oficjalnym plebiscycie organizowanym przez Wenezuelski Związek Piłki Nożnej najlepszym piłkarzem ligi. Ogółem w Caracas występował przez obfite w sukcesy dwa lata.
W styczniu 2011 Gómez przeszedł do egipskiego zespołu Wadi Degla SC ze stołecznego Kairu. W Ad-Dauri al-Misri al-Mumtaz zadebiutował 20 stycznia 2011 w zremisowanej 2:2 konfrontacji z Smouhą, natomiast pierwszą bramkę zdobył 19 kwietnia tego samego roku w zremisowanym 1:1 meczu z Misr Lel-Makkasa. Na koniec sezonu 2010/2011 – przerwanego w międzyczasie na kilka miesięcy wskutek rewolucji w Egipcie – zajął z drużyną Waltera Meeuwsa dwunaste miejsce w tabeli, po czym podpisał kontrakt z siostrzanym klubem Wadi Degla – belgijskim Lierse SK. Tam również występował przez sześć miesięcy, lecz trapiony kontuzjami nie rozegrał w jego barwach żadnego oficjalnego spotkania. Bezpośrednio po tym ponownie został zawodnikiem Caracas FC, z którym w sezonie 2011/2012 wywalczył wicemistrzostwo Wenezueli, lecz nie potrafił sobie wywalczyć pewnego miejsca w wyjściowym składzie. W lipcu 2012 zasilił ekipę Deportivo Lara z miasta Barquisimeto, gdzie spędził rok, nie odnosząc większych osiągnięć drużynowych.
Latem 2013 Gómez dołączył do meksykańskiego drugoligowca Delfines del Carmen z siedzibą w Ciudad del Carmen, którego barwy reprezentował przez rok jako czołowy piłkarz rozgrywek. Zaraz po tym klub został jednak rozwiązany, a on sam przeszedł do innego zespołu z drugiej ligi meksykańskiej – Dorados de Sinaloa z miasta Culiacán. W wiosennym sezonie Clausura 2015, tworząc siłę ofensywną ekipy z graczami takimi jak Rodrigo Prieto czy Roberto Nurse, triumfował z Dorados w rozgrywkach Ascenso MX i awansował do najwyższej klasy rozgrywkowej, lecz sam pozostał na drugim szczeblu, na zasadzie wypożyczenia przenosząc się do drużyny Club Necaxa z siedzibą w Aguascalientes. Tam powtórzył sukces sprzed roku – w sezonie Clausura 2016 ponownie triumfował w drugiej lidze meksykańskiej i wywalczył promocję do pierwszej ligi (sam został wybrany przez władze ligi do najlepszej jedenastki sezonu), a równocześnie doszedł też do finału pucharu Meksyku – Copa MX. Za sprawą udanych występów jego wypożyczenie zostało przedłużone o kolejny rok, a on sam 16 lipca 2016 w zremisowanym 0:0 pojedynku z Cruz Azul zadebiutował w Liga MX.

## Kariera reprezentacyjna
W seniorskiej reprezentacji Wenezueli Gómez zadebiutował za kadencji selekcjonera Richarda Páeza, 17 sierpnia 2005 w przegranym 1:3 meczu towarzyskim z Ekwadorem. Już w kolejnym występie strzelił swojego premierowego gola w kadrze narodowej, 1 marca 2006 w zremisowanym 1:1 sparingu z Kolumbią.

## Statystyki kariery

### Klubowe
| Estudiantes    | 2003–2004 | Wenezuela | Primera División  | 0<  | 0  | —  | —       | —             | —  | —   | 0<  | 0  |
| Estudiantes    | 2004–2005 | Wenezuela | Primera División  | 0<  | 4  | —  | —       | —             | —  | —   | 0<  | 4  |
| Estudiantes    | 2005–2006 | Wenezuela | Primera División  | 0<  | 9  | —  | —       | —             | —  | —   | 0<  | 9  |
| Raja           | 2006–2007 | Maroko    | Botola            | 10  | 4  | 2  | 2       | —             | —  | —   | 12  | 6  |
| Al-Ittihad     | 2007–2008 | Syria     | Premier League    | 0<  | 0< | —  | —       | LMA           | 6  | 2   | 0<  | 0< |
| Al-Ittihad     | 2008–2009 | Syria     | Premier League    | 0<  | 0< | —  | —       | —             | —  | —   | 0<  | 0< |
| Caracas        | 2008–2009 | Wenezuela | Primera División  | 13  | 2  | —  | —       | CL            | 10 | 0   | 23  | 2  |
| Caracas        | 2009–2010 | Wenezuela | Primera División  | 31  | 4  | 4  | 1       | CL            | 6  | 1   | 41  | 6  |
| Caracas        | 2010–2011 | Wenezuela | Primera División  | 11  | 4  | 4  | 2       | CS            | 2  | 0   | 17  | 6  |
| Wadi Degla     | 2010–2011 | Egipt     | Ad-Dauri al-Misri | 5   | 2  | —  | —       | —             | —  | —   | 5   | 2  |
| Lierse         | 2011–2012 | Belgia    | Eerste klasse     | 0   | 0  | —  | —       | —             | —  | —   | 0   | 0  |
| Caracas        | 2011–2012 | Wenezuela | Primera División  | 13  | 1  | —  | —       | CL            | 2  | 0   | 15  | 1  |
| Deportivo Lara | 2012–2013 | Wenezuela | Primera División  | 22  | 0  | —  | —       | CS + CL       | 8  | 1   | 30  | 1  |
| Delfines       | 2013–2014 | Meksyk    | Ascenso MX        | 30  | 8  | 1  | 0       | —             | —  | —   | 31  | 8  |
| Dorados        | 2014–2015 | Meksyk    | Ascenso MX        | 31  | 3  | 3  | 2       | —             | —  | —   | 34  | 5  |
| Necaxa         | 2015–2016 | Meksyk    | Ascenso MX        | 35  | 3  | 8  | 2       | —             | —  | —   | 43  | 5  |
| Necaxa         | 2016–2017 | Meksyk    | Liga MX           | 0   | 0  | —  | —       | —             | —  | —   | 0   | 0  |
| Ogółem         |           |           |                   |     |    |    |         |               |    |     |     |    |
| Wenezuela      | Wenezuela | Wenezuela | 172               | 24  | 8  | 3  | CL + CS | 28            | 2  | 208 | 29  |    |
| Maroko         | Maroko    | Maroko    | 10                | 4   | 2  | 2  | —       | —             | —  | 12  | 6   |    |
| Syria          | Syria     | Syria     | 35                | 11  | 1  | 0  | LMA     | 6             | 2  | 42  | 13  |    |
| Egipt          | Egipt     | Egipt     | 5                 | 2   | —  | —  | —       | —             | —  | 5   | 2   |    |
| Belgia         | Belgia    | Belgia    | 0                 | 0   | —  | —  | —       | —             | —  | 0   | 0   |    |
| Meksyk         | Meksyk    | Meksyk    | 96                | 14  | 12 | 4  | —       | —             | —  | 108 | 18  |    |
| Ogółem         | Ogółem    | Ogółem    | Ogółem            | 318 | 55 | 23 | 9       | LMA + CL + CS | 34 | 4   | 375 | 68 |

- LMA – Liga Mistrzów AFC
- CL – Copa Libertadores
- CS – Copa Sudamericana

### Reprezentacyjne
| Wenezuela | Wenezuela | 2005   | 1  | 0 | — | — | — | — | — | 1  | 0 |
| Wenezuela | Wenezuela | 2006   | 6  | 1 | — | — | — | — | — | 6  | 1 |
| Wenezuela | Wenezuela | 2007   | 2  | 0 | — | — | — | — | — | 2  | 0 |
| Wenezuela | Wenezuela | 2008   | —  | — | — | — | — | — | — | 0  | 0 |
| Wenezuela | Wenezuela | 2009   | —  | — | — | — | — | — | — | 0  | 0 |
| Wenezuela | Wenezuela | 2010   | 3  | 0 | — | — | — | — | — | 3  | 0 |
| Wenezuela | Wenezuela | 2011   | 3  | 0 | — | — | — | — | — | 3  | 0 |
| Ogółem    | Ogółem    | Ogółem | 15 | 1 | — | — | — | — | — | 15 | 1 |